# Ilyophinae
Sous-famille

## Liste des genres
- genre Atractodenchelys Robins et Robins, 1970
- genre Dysomma Alcock, 1889
- genre Dysommina Ginsburg, 1951
- genre Ilyophis Gilbert, 1891
- genre Linkenchelys Smith, 1989
- genre Meadia Böhlke, 1951
- genre Thermobiotes Geistdoerfer, 1991